# 鴻八幡宮
鴻八幡宮（こうはちまんぐう，英：Kou Hachimangu Shrine）は、岡山県倉敷市児島にある神社（八幡宮）である。旧琴浦地区町の下の町、上の町、田の口、唐琴の総氏神であり、旧社格は県社。

## 立地
児島半島西部を占める由加山山系西端の甲山（標高約102m）西麓を境内とし、標高約20mの高台がその中心となっている。甲山前面には東西巾約500m、南に向かって瀬戸内海に開ける南北に長い沖積平野があり、中央に下村川が南流する。下村川東岸に平行して走る街道沿に面する「馬場の松原」と呼ばれる参道から甲山に向かって東進し、鳥居をくぐると土の急坂である表参道に入る。参道を上ると神門に達し正面に拝殿が見える。参拝はほぼ東に向かって拝む形になる。境内からは南に瀬戸内海を望み、その眼下に近世に金比羅両詣りの港であった旧下村湊（現堀江港）と旧市街が開ける。境内の社林はクスノキやウバメガシが中心となっており、林床には花崗岩のマサ（真砂土）が露出する。

## 祭神
祭神は、譽田別尊（ほむだわけのみこと、応神天皇）、足仲彦天皇命（たらしなかつひこのすめらみこと、仲哀天皇）、息長帶姫命（おきながたらしひめのみこと、神功皇后）、仲姫命（応神天皇の后）、玉依姫命（綿津見大神の御子神）の5柱である。

## 由緒と歴史
社伝等によれば、大宝元年（701年）3月、豊前宇佐八幡宮から勧請されたといわれているが、『延喜式神名帳』などの文献には記載はない。
神社には在銘建武3年（1336年）の木製狛犬（市文化財）が1対伝わり、後醍醐天皇の皇子宗良親王が、元弘の乱により鎌倉幕府に捉えられ讃岐国へ流される途中立ち寄り祈願し、鎌倉幕府滅亡後帰京の折に彫工慶尊に命じて彫らせ寄進したものとされている。本殿は安永年間（1772-81年）の建築とされる。
昭和19年（1944年）に県社に列した。

## コウノトリ伝説
寛政年間（1789-1801年）に編纂された『吉備温故秘録』に、昔神社の宮山に鴻（こうのとり）が群棲して、参拝者がその雛のいる時はこれを恐れ、また神社自体にも大蛇が棲みついていたのでこれをも恐れて参詣を避けたため、社殿が鳥の糞に穢されるなどして荒れ果て、それらの難を嘆いた氏子一同が神に祈願したところ、その夜の夢に氏神が現われて「明日辰の一点（午前7時頃）に難を除くべし」と告げたので、奇異の念に捕らわれつつも一同残らず神前に集まると、神殿が震動して中から1匹の大蛇が現れ出て鴻の巣の掛かった大木に登り、群棲する鴻と闘争に及んでお互いに滅んだといい、それより「鴻の宮」と称されるようになったという伝えを載せている。さらに、鴻八幡宮の氏子区域である上村、下村、田ノ口村、引網村（現在：上の町，下の町，田の口，唐琴）を「鴻の郷」とも呼ばれるようになる。
また、かつての社号の中には「甲八幡宮」、「甲社八幡」とするものもあり、背後の山は甲山と呼ばれている。

## 神事

### 鴻八幡宮例大祭

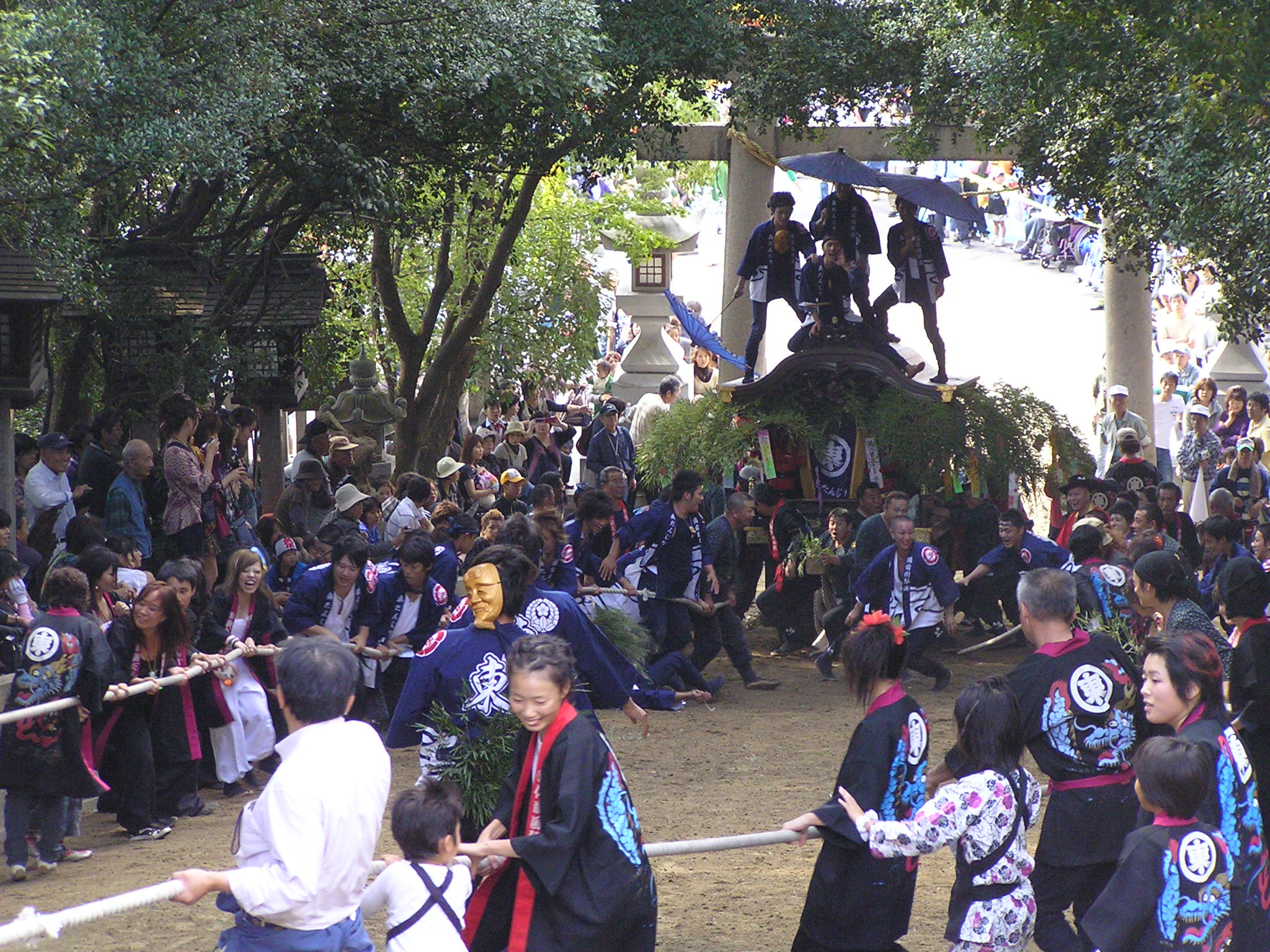
鴻八幡宮例大祭

10月の第2土・日曜日に催される例祭では合計18台のだんじり（山車）と1台の千歳楽（太鼓台）が表参道の約16度、長さ80mの坂を駆け上がることで知られており、多くの見物客が訪れる。演奏される7曲からなる祭囃子は「しゃぎり」と呼ばれ、その起源は不明であるが、一説には江戸時代後期に京都・大阪から伝わったとされる。岡山三大だんじり祭りに数えられ、岡山県の無形民俗文化財に指定されている。
だんじり・千歳楽の一覧
だんじり18台、千歳楽1基が用いられる。だんじりは部落ごとに維持・運営されており、幅1.5から2m、長さ2.5mから3m、高さ3m程度で、車体の前後に2m程度の舵棒が付き、引き綱は約200mの綱を折り返して用い長さは約80mである。通常は屋根が載るが、上の町の傘鉾のみは屋根はなく傘が載る。重量は1.5tから2tである。
- 下の町地区：萱苅（萱苅のみ千歳楽。），小西，朝間，和井田，片引，田和，沖熊，堀江，岡熊
- 上の町地区：傘鉾，三協，安西，山際，内田
- 田の口地区：湊，奥，岡，明治，西明石（2003年まで出ていたが、曳き手不足で休止中。）
- 唐琴地区：引網（2013年から約100年ぶりに復帰。）

しゃぎりの曲目
全7曲で構成され、それぞれ場面によって使い分けられる。用いられる楽器は胴長太鼓、鼓、かんこ（締太鼓）、鐘、篠笛、大皮（かつて使われていた太鼓。平成20年（2008年）現在では使われていない）。篠笛は全曲が甲音（かんおん。甲は楽器の高い音域のこと。低い音域は乙＝おつ）づかいが多い。
- だんぎれ囃子：囃子を演奏する前に、儀礼として奏される極めて短い曲。
- 上がりは囃子（おやじ）：力の入った荘重な曲で、だんじりが参道の急坂を上り、宮入りをするとき等に演奏する。
- 祇園囃子：だんじりの停止、または徐行時に演奏される。雅びのこころが表現される。
- 神楽囃子：だんじりが、境内の拝殿南の広場に到着したとき、神前で演奏される。テンポが速く、躍動感のある囃子。
- おひゃりこ囃子：だんじりが停止、または休憩中に演奏される囃子。笛と打ち物が、技を競いあって急テンポに展開される軽快な曲。
- 下がりは囃子：だんじりが、参道の急坂を下がるときに演奏される。頃は秋たけなわ、静かな深山の渓流に紅葉が散って流れるさまをよく表した曲。ゆっくりとしたテンポの曲で、祭りがまもなく終わるという哀愁を込める。
- 信楽囃子・兵庫囃子：だんじりの進行中に演奏する囃子。また、この囃子のときにだんじり唄を唄う。勇み足のときは、信楽囃子をその替手の兵庫囃子に切り替えて演奏する。

### その他
祈年祭（2月11日）、春祭り（5月第2土・日曜日）、輪くぐり（7月15日）などが行われる。

## 宮司
平成20年現在、宮司は河本家が勤める。古い記録では、寛文11年（1671年）の宗門改め状には「川本平大夫」（現宮司河本家の先祖）の名が田ノ口村（現倉敷市児島田の口）の庄屋茂右衛門とともに記載されている。

## 社殿
本殿は木造（欅材）、入母屋造平入檜皮葺。安永年間建築。
その他、入母屋造平入の拝殿（昭和51年（1976年）の建築）、花崗岩製の明神鳥居（文化5年（1808年）の建築）、随神門（昭和56年（1981年）建築）、手水舎（木造、安政4年（1857年）建築）、灯籠（花崗岩製、元文5年（1740年））、狛犬（和泉石製、建築年不詳）、社務所（木造、昭和初期建築）がある。

## 摂末社
若宮神社（大雀命など）
本殿は木造（欅材）、建築年不詳
熊野神社（熊野夫須美大神など）
木造（松材）、建築年不詳の本殿と拝殿、和泉石製の石造鳥居（弘化3年（1846年）建築）からなる
龍神社（綿津見命）
建築年不詳の木造（檜、松材）本殿と、木造（松材）拝殿をもつ
鴨神社（味鋤高日子根命）・高良神社（高良玉垂命など）
本殿は木造（欅材）、建築年不詳
荒神社（素盞嗚命）
本殿は木造（欅材）、建築年不詳
鷺神社（稲背脛命（いなせはぎのみこと））
本殿は木造（檜材）流造、建築年不詳

## 文化財

### 岡山県指定無形民俗文化財
- 鴻八幡宮祭りばやし（しゃぎり）

### 倉敷市指定有形文化財
- 狛犬（慶尊作）1対、寄木造、建武3年の銘あり

## 交通
- 鉄道・バス：JR西日本瀬戸大橋線児島駅から下電バスで約20分、鴻八幡宮前停留所下車
- 自動車：瀬戸中央自動車道児島ICから国道430号経由で約15分